# Vestforbrænding
Vestforbrænding (officielt I/S Vestforbrænding) er det største kommunalt ejede affaldsselskab i Danmark – 19 kommuner i Københavnsområdet og Nordsjælland ejer selskabet, hvis største enkeltaktivitet er et stort forbrændingsanlæg i Ejby ved Glostrup.
Selskabet, der blev etableret i 1970, har dog også andre aktiviteter end forbrænding; blandt andet driver selskabet flere genbrugspladser i oplandet og administrerer ca. 30 forskellige affaldsordninger i en eller flere kommuner.
Vestforbrændings forbrændingsanlæg har med en ovnkapacitet på op til 550.000 tons affald om året. I løbet af en uge sker der ca. 2.000 indvejninger af skraldebiler med affald, naturligvis flest på hverdagene og færre lørdag-søndag. Modtagehallen har ud over aflæsse-slidskerne også en særlig stikprøvekontrol af læssets indhold.
Forbrændingsanlægget er et kraftvarmeværk. Energien, der frigives ved forbrændingen af affaldet omdannes således både til elektricitet (cirka 200-300.000 MWh per år) og fjernvarme (over 1,2 millioner MWh). Der produceres el svarende til ca. 80.000 husstandes forbrug og fjernvarme til ca. 75.000 husstandes forbrug.
Anlægget er blevet udvidet og udviklet med mange nye, større og mere moderne ovne og skorstene de sidste 10 år. Filtrene bliver skiftet en gang om måneden og ovnene renset to gange om året. Forbrændingsanlægget forurener væsentlig mindre end mange andre former for afskaffelse af tilsvarende materiel. Omfanget af forurening afhænger af afstanden fra forbrændingsanlægget. Således vil tunge partikler påvirke nærmiljøet og lette partikler påvirke fjernmiljøet.[kilde mangler] Røgens flyveaske (17.000 ton om året) filtreres fra og deponeres i miner i Tyskland og Norge. Fra 2019 installeres et forsøgsanlæg til 40 mio kr for at rense asken for tungmetaller så metallerne kan sælges og asken bliver ren nok til at bruges i cement.
I 2022 besluttede man at investere 6,1 mia kr for at levere fjernvarme til yderligere 39.000 husstande.
Skorstenen er 150 meter høj, og i toppen yngler vandrefalke undertiden.